# Coumba Dickel Diawara
Pour les articles homonymes, voir Diawara.
Coumba Dickel Diawara, née le 6 septembre 1959 à Dakar, est une joueuse sénégalaise de basket-ball évoluant au poste de pivot et d'ailier fort.

## Carrière
Coumba Dickel Diawara évolue en club à l'AS Bopp Basket Club.
Avec l'équipe du Sénégal, elle est triple championne d'Afrique (1977, 1979 et 1981) et dispute le Championnat du monde féminin de basket-ball 1979, terminant à la 12e place.
Elle est nommée sportive sénégalaise de l'année 1979 et Reine du basket sénégalais en 1980. 
Elle est la sœur de la basketteuse Mama Diawara.